# Cubo Zero
Cube Zero (bra/prt: Cubo Zero) é um filme canadense de 2004, do gênero ficção científica, dirigido por Ernie Barbarash, sendo sequência dos filmes Cube e Cube 2: Hypercube.

## Sinopse
A trama segue o princípio básico dos anteriores: um grupo de pessoas encontra-se preso num cubo com diversas câmaras e, aparentemente, sem saída. Em cada sala, uma armadilha e uma morte. Só o mais esperto e menos rebelde sempre sobrevive. Desta vez, porém, há a viagem a um local misterioso e uma trama envolvendo operadores do cubo.

## Elenco
- Zachary Bennett.......Eric Wynn
- David Huband.......Dodd
- Stephanie Moore........Cassandra Rains
- Martin Roach.......Robert P. Haskell
- Terri Hawkes.......Jellico
- Richard McMillan.......Bartok
- Mike 'Nug' Nahrgang.......Meyerhold
- Tony Munch......Owen
- Michael Riley.......Jax
- Joshua Peace.......Finn
- Diego Klattenhoff....... Quigley

## Premiações
- Indicado
  - Academy of Science Fiction, Fantasy & Horror Films[carece de fontes?]
  - Directors Guild of Canada[carece de fontes?]

- Ganhou
  - New York City Horror Film Festival[carece de fontes?]
  - Screamfest[carece de fontes?]